# Червен (Русенская область)
Червен (болг. Червен) — село в Болгарии. Находится в Русенской области, входит в общину Иваново. Население составляет 269 человек.
Расположено в северной Болгарии. Через него протекает река Черни Лом и делит село на две части. Двух части, разделённые рекой именуются Аврамовская махала и Долная махала.